# Куапель, Оливье
Оливье Куапель (англ. Olivier Coipel) — французский художник комиксов. Работал в издательствах «Marvel Comics» (над комиксами о приключениях Мстителей, Тора, Людей-Икс и других) и «DC Comics». Наиболее известен по ограниченным сериям комиксов «House of M» и «Siege», а также по юбилейному выпуску комикса «Thor».

## Карьера
Оливье Куапель получил известность после работы в издательстве «DC Comics» над серией «Legion of Super-Heroes» (вместе со сценаристами Дэном Абнеттом и Энди Лэннингом) и над другими комиксами о Легионе Супергероев.
Оливье Куапель начал активно сотрудничать с компанией «Marvel Comics» в 2005 году, подписав эксклюзивный контракт и попав в команду «Young Guns» — группу молодых художников, которые, по мнению бывшего главного редактора «Marvel» Джо Кесада, в будущем могут стать главными звёздами из числа графиков. Первой видной работой Куапеля в «Marvel» стали комиксы сюжета «День М» 2005 года. В 2007 году Оливье стал художником серии «Thor», сценаристом которой был Майкл Стражински; а в 2009 году оба автора покинули этот проект. В 2010—2011 годах Куапель работал вместе с Брайаном Майклом Бендисом над сюжетом «Осада». Затем — над сюжетной аркой «The Galactus Seed» комикса «The Mighty Thor» сценариста Мэтта Фрэкшена.
9 апреля 2011 года Оливье Куапель был одним из 62 комикс-создателей, которые появились на сцене IGN «Kapow!» в Лондоне, где было установлено два рекорда Гиннесса: «Самое быстрое создание комиксов» и «Наибольшее число участников, принявших участие в создании комикса». Для этого Оливье в сотрудничестве с Марком Милларом и другими художниками пришлось менее чем за 12 часов (11 часов, 19 минут, 38 секунд) создать 20-страничный комикс Superior.

### Marvel Comics
- Avengers № 65—70, 77—78, 80—81
- Black Panther № 16 (только обложка)
- House of M № 1—8
- Marvel Spotlight[англ.]: Daniel Way[англ.]/Olivier Coipel
- Ultimate X-Men № 61 (только вариант обложки)
- New Avengers Annual № 1
- Stan Lee Meets Spider-Man № 1 (обложка, карандашный эскиз)
- Uncanny X-Men № 448—449
- Young Guns Sketchbook 2004
- The New Avengers № 3 (только вариант обложки), 23
- Thor № 1—6, 9—12, 600
- Hulk № 5 (только вариант обложки)
- Siege № 1—4
- The Mighty Thor № 1—6
- Avengers vs. X-Men № 6—7,11
- Uncanny Avengers[англ.] № 5
- X-Men vol.4 № 1—3

### DC Comics
- The Legion № 1—4, 5 (обложка), 6—8, 9 (обложка), 10—12, 13 (обложка), 14
- Legion Lost № 1—3, 4 (обложка), 5, 6 (обложка), 8, 9 (обложка), 10—12
- Legion of Super-Heroes[англ.] vol. 4 № 122—123, 125 (обложка)
- Legionnaires № 78—81
- Legion Worlds № 1

## Награды
В 2009 году Куапель и Марк Моралес (англ. Mark Morales) были номинированы на премию Will Eisner Comic Industry Awards в категории «Лучший график/контуровщик или команда графиков/контуровщиков» (англ. Best Penciller/Inker or Penciller/Inker Team) за комикс «Thor», который также упомянался в категории «Лучшее продолжение серии» (англ. Best Continuing Series).